# Mateo Abraham Evrard
Mateo Abraham Evrard  (Flandes, ?,-Castro, 1764) fue un marino, soldado y explorador español. 

## Vida
Era hijo legítimo de Francisco Evrard y de Ángela de Mores Casanova. Nacido y criado en Flandes, durante el dominio español.
Su nombre es escrito a veces "Mateo Abraham Eluard", "Mateo Abraham Edward" o "Mateo Abraham Eduard"
En Perú participó en la captura de las naves holandesas San Luis y Pichilingo durante la regencia de José de Armendáriz. En 1723 participó en Chile en la campaña contra la rebelión indígena de ese año, y en 1743 fue nombrado alférez de infantería del fuerte de Calbuco, cargo que ocupó por 4 años. 
En 1743 el gobernador de Chiloé Juan Victorino Martínez de Tineo le ordenó recoger los restos de la fragata inglesa HMS Wager, encallada en 1741 al norte de la isla Wager, para lo cual formó la expedición de Mateo Abraham Evrard a la isla Wager.
Algunos años más tarde se involucra en la construcción de una serie de obras en la provincia de Chiloé, incluyendo el Fuerte San Francisco Javier de Maullín en el territorio de la actual comuna de Maullín, así como del Fuerte San Fernando de Tenquehuen en la actual Región de Aysén.